# Liste der Biografien/Luq
Liste der Biografien |
Portal Biografien |
Personensuche
# |
A |
B |
C |
D |
E |
F |
G |
H |
I |
J |
K |
L |
M |
N |
O |
P |
Q |
R |
S |
T |
U |
V |
W |
X |
Y |
Z |
?
 
La |
Lb |
Lc |
Le |
Lg |
Lh |
Li |
Lj |
Ll |
Lm |
Lo |
Lp |
Lt |
Lu |
Lv |
Lw |
Lx |
Ly |
Lz
 
Lua |
Lub |
Luc |
Lud |
Lue |
Luf |
Lug |
Luh |
Lui |
Luj |
Luk |
Lul |
Lum |
Lun |
Luo |
Lup |
Luq |
Lur |
Lus |
Lut |
Luu |
Luv |
Luw |
Lux |
Luy |
Luz
Die Liste der Biografien führt alle Personen auf, die in der deutschsprachigen Wikipedia einen Artikel haben. Dieses ist eine Teilliste mit 16 Einträgen von Personen, deren Namen mit den Buchstaben „Luq“ beginnt.

## Luq

### Luqm
- Luqman, Muna, jemenitische Friedens- und Menschenrechtsaktivistin
- Luqman, Nur (* 1998), singapurischer Fußballspieler

### Luqu
- Luque de Serrallonga, Juan (1882–1967), spanisch-mexikanischer Fußballtorwart und Trainer
- Luque Ramírez, José Antonio (* 1974), spanischer Fußballspieler
- Luque Sánchez, Crisanto (1889–1959), kolumbianischer Geistlicher, Erzbischof von Bogotá und Kardinal der römisch-katholischen Kirche
- Luque, Albert (* 1978), spanischer FußballspielerAlbert Luque (* 1978)

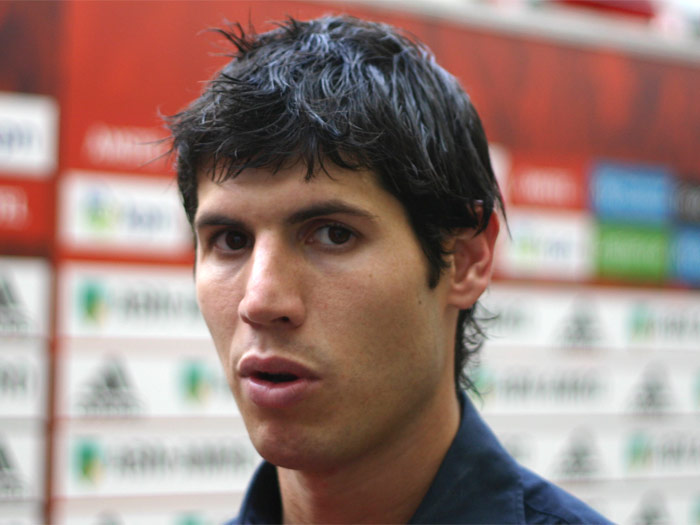
Albert Luque (* 1978)

- Luque, Hernando de († 1532), spanischer Priester
- Luque, Jhoanmy (* 1995), venezolanische Weit- und Dreispringerin
- Luque, Jorge (1936–2024), kolumbianischer Radrennfahrer
- Luque, Leopoldo (1949–2021), argentinischer Fußballspieler
- Luque, Pedro (* 1980), uruguayischer Kameramann
- Luque, Virginia (1927–2014), argentinische Tangosängerin und Schauspielerin
- Luque-Notaro, Fabio (* 2005), liechtensteinischer Fussballspieler
- Luquet, Ève (* 1954), französische Graveurin und Briefmarkenkünstlerin
- Luquot, Antoinette (1888–1988), französische sozialistische Politikerin
- Luquot, Justin (1881–1944), französischer Politiker und Résistant